# Vidyananda
Vidyananda ou Vidyanandin, dit aussi Patra Kesarin, est un philosophe indien jaïna du IXe siècle. 
Influencé par Akalanka dont il se proclame l'héritier, il a réfuté, dans ses traités, la conception mimamsa d'un Dieu créateur omniscient inauguré par Kumarila Bhatta, tout en défendant les conceptions jaïna traditionnelles.

## Œuvres
- Ashtasahari, commentaire de l'Ashtasati d'Akalanka.
- Shlokavarttika, commentaire en vers du Tattvarthasutra d'Umasvati.
- Aptapariksha
- Pramanapariksha
- Satyasasanapariksha